# 8051 Pistoria
A 8051 Pistoria (ideiglenes jelöléssel 1997 PP4) a Naprendszer kisbolygóövében található aszteroida. L. Tesi és G. Cattani fedezte fel 1997. augusztus 13-án.